# NGC 7483
NGC 7483 (другие обозначения — PGC 70455, UGC 12353, MCG 0-58-30, ZWG 379.32, IRAS23032+0316) — спиральная галактика с перемычкой (SBa) в созвездии Рыбы.
Этот объект входит в число перечисленных в оригинальной редакции «Нового общего каталога».
В галактике вспыхнула сверхновая SN 2010id типа II, её пиковая видимая звездная величина составила 18,9.